# 타인투이 (1943년)
타인투이(Thanh Thúy, 1943년 12월 2일 ~ )는 베트남의 영화 배우, 텔레비전 배우, 가수이다.